# Dolichopeza modesta
Dolichopeza modesta är en tvåvingeart som först beskrevs av Evgenyi Nikolayevich Savchenko 1980.  Dolichopeza modesta ingår i släktet Dolichopeza och familjen storharkrankar. Inga underarter finns listade i Catalogue of Life.